# Johnson City, Oregon
Johnson City är en ort i Clackamas County i delstaten Oregon, USA.